# Stazione di Shinmachi (Gunma)
La stazione di Shinmachi (新町駅?, Shinmachi-eki) è una stazione ferroviaria situata nella città di Takasaki, nella prefettura di Gunma in Giappone, ed è servita dalle linee Shōnan-Shinjuku e Takasaki della JR East.

## Linee
East Japan Railway Company
■ Linea Takasaki
■ Linea Shōnan-Shinjuku

## Struttura
La stazione è dotata di un marciapiede a isola e di uno laterale con tre binari in superficie.
| 1-2 | ■ Linea Takasaki        | per Kumagaya, Ōmiya, Urawa e Ueno                        |
| 1-2 | ■ Linea Shōnan-Shinjuku | per Kumagaya, Ōmiya, Shinjuku, Yokohama, Ōfuna e Odawara |
| 2-3 | ■ Linea Takasaki        | per Takasaki, Maebashi e Minakami                        |

## Stazioni adiacenti
| «                     | Servizio              | »                     |
| Linea Takasaki        | Linea Takasaki        | Linea Takasaki        |
| Linea Shōnan-Shinjuku | Linea Shōnan-Shinjuku | Linea Shōnan-Shinjuku |
| --------------------- | --------------------- | --------------------- |
| Jimbohara             | Tutti i treni         | Kuragano              |